# Golf de Nantes
 (novembre 2016).
Ne doit pas être confondu avec Golf de Nantes-Erdre.
Le Golf de Nantes est un parcours de golf situé à Vigneux-de-Bretagne en Loire-Atlantique (France).

## Localisation
Malgré son nom, ce golf n'est pas situé sur la commune de Nantes, mais à environ 20 km au nord-ouest du centre-ville de celle-ci, en lisière sud de la commune de Vigneux-de-Bretagne, à la limite de celle de Sautron, à 5 km au sud-est du bourg de Vigneux.
Cette dénomination « Golf de Nantes » s'explique par la date de sa création. Il s'agit en effet du plus ancien club de golf de l'agglomération Nantaise 

## Description
Le golf de Nantes s'étend sur une superficie arborée de 56 hectares enserrant le château du Buron et est aussi traversé par la rivière Cens. Le golf se compose d'un parcours de 18 trous et de zones d'entraînement.

## Histoire

### Premiers coups de golf dans le département et à Nantes
Le premier golf du département est créé à Pornic en 1912 par de riches Parisiens en villégiature. Bon nombre de Nantais commencent à s'initier à ce sport, retrouvant des Britanniques de passage sur la côte.
Ce n’est qu’après la Première Guerre mondiale que l'on trouve trace de cette activité à Nantes. Le 8 novembre 1921, Francis Merlant négociant nantais et futur député, est mandaté par ses amis pour demander au maire de Nantes, Paul Bellamy, l'autorisation de créer sur un terrain municipal, l'hippodrome du Petit Port, des aménagements provisoires pour pratiquer ce sport : « Les aménagements consistent dans l’édification de petites banquettes de 2 mètres carrés sur 50 centimètres de hauteur et dans l’aménagement au milieu des carrés d’herbe de trous de 25 centimètres profondeur sur 20 centimètres de diamètre ».

### 1921: le 9 trous de «La Patouillerie»
Dans le même temps, comprenant l’attrait sportif de la route de Vannes, Francis Merlant et ses amis se regroupent sous le nom de « Club de Golf de Nantes » composé de messieurs de la Bruère (président), Kerr (vice-président), Pilon de Loynes (vice-président), Merlant (secrétaire), Pergeline, Laraison, et Georget. Ils signent un bail de 3 ans, le 24 décembre 1921 avec monsieur Aguesse, propriétaire d’un terrain près du Chêne-Vert à Beauséjour limité par une piste d’entraînement de chevaux entre le chemin du Pont du Cens et le chemin de la Cravate à La Patouillerie. Ce premier parcours officiellement inauguré était un neuf trous de 1 886 mètres avec un « boggey » (maintenant nommé « par ») de 35. Une maisonnette est construite et devient le club-house.

### 1924: le 9 trous des «Noëlles» de Saint-Herblain
Dès 1922, le club de golf compte 30 sociétaires. Ils cherchent à développer le club. Le 29 janvier 1924, un groupe d’amis composé d’industriels et de commerçants nantais constitue une société civile immobilière (SCI) et se porte acquéreur de la « Ferme des Basses Naudières », plus connue sous le nom de « Ferme des Noëlles » située à Saint-Herblain, d'une superficie de 12 hectares, appartenant à monsieur Chiron. Dans la foulée, la SCI se porte acquéreur de la « Ferme des Tillay » appartenant au comte de la Gournerie, d’une superficie de 7 hectares. L’investissement global s’élève à 435 000 francs, dont 250 000 pour l’achat du terrain, 125 000 pour les frais d’aménagement et 60 000 pour les travaux du pavillon qui servira de club-house. Le parcours reste un neuf trous de Par 35 mais s’allonge maintenant à 2 660 mètres sur 14 hectares.
À cette époque, amateurs et joueurs confirmés jouaient avec sept clubs en bois emmenés dans un sac de toile porté sur l'épaule. Au départ, pour le driver, on plaçait la balle sur une petite montagne de sable pris dans une boîte spéciale réservée à cet usage, car les tees n'existaient pas encore. Les femmes jouaient en chapeau et en robe et les hommes portaient des plus-fours en tweed plus ou moins amples ce qui, par temps de pluie, leur évitaient d’être crottés jusqu'aux genoux.
Ainsi, le golf de Nantes était lancé à Saint-Herblain et les Nantais étaient nombreux à venir y flâner le dimanche, voire à s’initier à ce jeu réservé jusqu'ici à une élite. En 1932, par suite de difficultés, l'association doit arrêter son exploitation. Le Stade nantais université club (SNUC), club phare de la ville, par l'intermédiaire de son président, Pascal Laporte, signe un bail avec la SCI, crée une section golf et entreprend des travaux pour l'amélioration du terrain : drainages permettant une utilisation en hiver comme en été. Ainsi, le nombre de membres adhérents pratiquant le golf passe en 1933 de 82 à 140. Un contrat est établi en date du 15 juin 1942 prévoyant des gérants chargés de l'entretien du golf.
Mais la Seconde Guerre mondiale et l'occupation allemande sont des périodes difficiles pour cette activité sportive : les balles de golf deviennent chaque jour plus rares, comme l’acier pour la fabrication des clubs. Les terrains et les bois du golf des Noëlles continuent cependant à être régulièrement entretenus jusqu'en mars 1944. À cette date, les Allemands s’y installent, creusent une énorme tranchée antichar et procèdent à des travaux de déboisement afin de protéger le mur de l'Atlantique. Ainsi disparaissent tous les arbres recouvrant la moitié du terrain. La suppression des haies défigure le parcours. À la place de la charmante et verdoyante campagne où il se situait, le golf des Noëlles se trouve maintenant dans une banale banlieue. Le terrain est inutilisable jusqu'à la Libération. Cependant, le club continue à vivoter jusqu'en 1964. Les membres de la SCI décident alors la vente des terrains des Noëlles. La ville de Saint-Herblain, en plein développement démographique, trouve là une excellente opportunité pour la construction de 508 logements en se portant acquéreur.

### 1969: la création du golf du Vigneux-de-Bretagne, parcours 18 trous
Les porteurs de parts mandatent Pierre Laporte pour l’achat d’un terrain en vue de la création d’un parcours 18 trous permettant d’accueillir un minimum de 350 joueurs. Il est alors question d’un terrain à Carquefou, au lieu-dit « Le Housseau », puis du château de Clermont, au Cellier. Enfin, en 1967, le choix se fait sur une proposition de plus de 50 hectares à Vigneux-de-Bretagne, à 20 km au nord-ouest du centre-ville de Nantes, en limite de la commune de Sautron. Sous la présidence de monsieur Pilon de Loynes, la création d’un 18 trous à Vigneux est décidée.
Dessiné par l’architecte britannique Frank Pennink (nl), le parcours s’étend en pleine nature sur une surface de 57 hectares dans un site vallonné parcouru par la rivière du Cens. Le tracé se développe en fer à cheval autour du château du Buron. 
Inauguré en 1969, ce par 72 de 5 940 mètres avec un Scratch Score Standard (SSS) de 71 est qualifié de très technique et convient parfaitement aux joueurs de fers.

### 1971-1972: la piscine du golf
Une piscine est offerte au golf de Nantes par monsieur Hervouet, membre du club et très bon joueur de golf. Mais les inconvénients d’un tel équipement apparaissent quelques années plus tard : faible fréquentation, ambiance « aire de jeu » difficile à concilier avec la tenue et le comportement corrects exigés pour le golf, mais aussi et surtout les coûts d’entretien importants. Ces inconvénients sont soulevés lors de l'Assemblée Générale en décembre 1981 et confirmés par la consultation des membres organisée en juin 1982. Quelques mois plus tard, le comité décide de combler cette piscine et de transformer l'emplacement en putting-green.